# Rua do Comércio, 58, 60 e 62
O Edifício na Rua do Comércio, de números 58, 60 e 62, em Santa Leopoldina, é um bem cultural tombado pelo Conselho Estadual de Cultura do Espírito Santo, sob a resolução n° 05 de 1983.

## Importância
O edifício faz parte do "Sítio Histórico de Santa Leopoldina", localizado no centro da área urbana do município, que viveu seu apogeu econômico e cultural no início do século XX. O conjunto urbano tombado se localiza na estreita faixa de terra com menor declividade entre as margens do rio principal e as encostas dos morros. Com ambiência colonial, a cidade é constituída por sobrados (com térreo exercendo função comercial e pavimento superior residencial) de características construtivas típicas do neoclassicismo e do ecletismo, e conserva seu traçado original (conforme as demarcações de Inspetoria Geral das Terras e Colonização, de meados do século XIX).
Pelo que indica inscrição em sua fachada, o sobrado foi construído em lote de esquina no ano de 1916. Assim como grande parte das edificações da época, o térreo é comercial e o pavimento superior, residencial. Segundo o livro "Arquitetura: Patrimônio Cultural do Espírito Santo", publicado pela Secretaria de Cultura do Espírito Santo em 2009, "A residência tem seu acesso realizado por ampla escada disposta na lateral direita, em espaço resultante de discreto afastamento em relação ao limite do terreno".

## Tombamento
O edifício foi objeto de tombamento conjunto de patrimônio cultural pelo Conselho Estadual de Cultura do Estado do Espírito Santo, pela Resolução de número 5, assinada em 30 de julho de 1983 (Publicada no DIOES em 06/08/83), Inscrições nº 32 a 68, folhas 4v a 7v. O processo de tombamento resultou de Processo de Tombamento de número 08 aberto em 1980, e inclui trinta e oito imóveis históricos do município de Santa Leopoldina. No ato de tombamento, o Senhor Luciano Bernardo Leppaus consta como proprietário do Edifício na Rua do Comércio, de números 58, 60 e 62.
O tombamento desse edifício e outros bens culturais de Santa Leopoldina foi principalmente decorrente da Resolução n° 01, de 1983, em que foram aprovadas normas sobre o tombamento de bens de domínio privado, pertencentes a pessoas naturais ou jurídicas, inclusive ordens ou instituições religiosas, e de domínio público, pertencentes ao Estado e aos Municípios do Espírito Santo. Entre os pontos estabelecidos por essa norma, estão:
- Ponto 3: "O tombamento de bens se inicia por deliberação do CEC [Conselho Estadual de Cultura] “ex-offício”, ou por provocação do proprietário ou de qualquer pessoa, natural ou jurídica, e será precedido, obrigatoriamente, de processo";
- Ponto 12: "Em se tratando de bem(s) pertencente(s) a particular(es), cujo tombamento tenha caráter compulsório, e aprovado o tombamento, o Presidente do CEC expedirá a notificação de que trata o artigo 5°. I do Decreto n° 636-N, de 28 de fevereiro de 1975, ao interessado que terá o prazo de 1 5(quinze) dias, a contar do seu recebimento, para anuir ou impugnar o tombamento".[4]

As resoluções tiveram como motivação a preservação do patrimônio histórico-cultural edificado dos municípios capixabas contra a especulação imobiliária, pois, à época, percebia-se a crescente destruição de bens culturais.